# Bol'šoj Nesvetaj
Il Bol'šoj Nesvetaj (in russo Большой Несветай?) è un fiume della Russia europea meridionale, affluente di sinistra del Tuzlov. Scorre nell'oblast' di Rostov.
Il fiume ha origine sul versante meridionale delle alture del Donec e scorre prima verso sud, poi gira verso sud-ovest. Il corso è piuttosto tortuoso. Ha una lunghezza di 71 km; l'area del suo bacino è di 966 km². Sfocia nel Tuzlov a 44 km dalla foce. Nel medio corso attraversa il villaggio di Rodionovo-Nesvetajskaja.